# Monopeltis anchietae
Monopeltis anchietae — вид плазунів з родини амфісбенових (Amphisbaenidae). Мешкає в Південній Африці. Вид названий на честь португальського дослідника і натураліста Жозе Алберту де Олівейри Аншіети.

## Поширення і екологія
Monopeltis anchietae мешкають на півдні Анголи, на півночі Намібії, на південному заході Замбії та на півночі Ботсвани. Вони живуть в саванах, на висоті від 500 до 1200 м над рівнем моря. Живородні.